# Lamar Hunt U.S. Open Cup 2009
De Lamar Hunt U.S. Open Cup 2009 begon op 9 juni en eindigde met de finale op  2 september. De titelhouder was D.C. United.Het toernooi werd voor de 1ste keer gewonnen door Seattle Sounders FC door in de finale DC United met 2-1 te verslaan.

## Speeldagen
| Datum       | Ronde        | Opmerking                                                                                 |
| ----------- | ------------ | ----------------------------------------------------------------------------------------- |
| 9 juni      | Eerste Ronde | 32 USL en USASA clubs starten in deze ronde                                               |
| 16 juni     | Tweede Ronde |                                                                                           |
| 30 juni     | Derde Ronde  | 8 MLS clubs beginnen in deze ronde, elke team speelt tegen de winnaar van de Tweede Ronde |
| 7 juli      | Kwartfinale  |                                                                                           |
| 21/22 juli  | Halve Finale |                                                                                           |
| 2 september | Finale       |                                                                                           |

## Derde ronde
|                           |                                  |               |                                                        |                                                                                           |
| 30 juni, 2009 7:00 PM EDT | Harrisburg City Islanders        | 2 – 1 (a.e.t. | New England Revolution                                 | Veteran's Stadium New Britain, Connecticut Toeschouwers: 3,100 Scheidsrechter: Lee Suckle |
| 30 juni, 2009 7:00 PM EDT | Calvano 51' Odour 72' Bloes 105' | Report        | Larentowicz 38' Osei 63' Nyassi 67' Colaluca 92', 117' | Veteran's Stadium New Britain, Connecticut Toeschouwers: 3,100 Scheidsrechter: Lee Suckle |

|                           |              |        |                                            |                                           |
| 30 juni, 2009 7:00 PM EDT | Chicago Fire | 0 – 1  | Wilmington Hammerheads                     | Legion Stadium Wilmington, North Carolina |
| 30 juni, 2009 7:00 PM EDT | Soumare 42'  | Report | Walters 6' Bundy 37' Briggs 66' Watson 70' | Legion Stadium Wilmington, North Carolina |

|                           |                                        |                |                                                  |                                                                               |
| 30 juni, 2009 7:00 PM EDT | Columbus Crew                          | 1 – 1 (a.e.t.) | Rochester Rhinos                                 | Marina Auto Stadium Rochester Toeschouwers: 6,098 Scheidsrechter: Shane Moody |
| 30 juni, 2009 7:00 PM EDT | Grendi 30', 55' Oughton 37' Elenio 85' | Report         | Harden 31' Ambersley 34' Menyongar 48'Nurse 103' | Marina Auto Stadium Rochester Toeschouwers: 6,098 Scheidsrechter: Shane Moody |

|                           |       | strafschoppen                    |  |
| Ekpo Moreno Oughton Garey | 3 – 5 | Kenton Salles Gregor Bertz Heins |  |

|                           |                   |                   |                      |                                                                                       |
| 30 juni, 2009 7:30 PM EDT | Ocean City Barons | 0 – 2             | D.C. United          | Maryland SoccerPlex Boyds, Maryland Toeschouwers: 2,021 Scheidsrechter: Jeff Gontarek |
| 30 juni, 2009 7:30 PM EDT | Brown 67'         | Report[dode link] | Gómez 74' N'Silu 93' | Maryland SoccerPlex Boyds, Maryland Toeschouwers: 2,021 Scheidsrechter: Jeff Gontarek |

|                           |                                                                                    |        |                                                                                 |                                                                                                |
| 30 juni, 2009 7:30 PM EDT | Chivas USA                                                                         | 1 – 3  | Charleston Battery                                                              | Blackbaud Stadium Charleston, South Carolina Toeschouwers: 3,268 Scheidsrechter: Mark Kadlecic |
| 30 juni, 2009 7:30 PM EDT | Marsch 28' Victorine 43' Nagamura 54' Harris 83' Galindo 86' Marsch 89' Talley 90' | Report | Patterson 9', 45' Hemming 66' Wilson 86' Treschuk 87' Hudock 89' Yoshitake 90+' | Blackbaud Stadium Charleston, South Carolina Toeschouwers: 3,268 Scheidsrechter: Mark Kadlecic |

|                           |                                                         |                   |                                                           |                                                                                          |
| 30 juni, 2009 7:05 PM CDT | Kansas City Wizards                                     | 3 – 3 (a.e.t.)    | Minnesota Thunder                                         | National Sports Center Blaine, Minnesota Toeschouwers: 3,878 Scheidsrechter: Chris Penso |
| 30 juni, 2009 7:05 PM CDT | Kraus 17' Thompson 20' (pen.) Wolff 103' McKenzie 105+' | Report[dode link] | Sánchez 41' (pen.), 84' (pen.) Arango 56' Tarley 85' 117' | National Sports Center Blaine, Minnesota Toeschouwers: 3,878 Scheidsrechter: Chris Penso |

|                            |       | strafschoppen                  |  |
| López Wolff Thompson Gomez | 4 – 2 | Greenfield Sánchez Bass Weiler |  |

|                          |                    |                   |                            |                                                                             |
| 1 juli, 2009 7:30 PM CDT | Houston Dynamo     | 2 – 0             | Austin Aztex               | Nelson Field Austin, Texas Toeschouwers: 4,826 Scheidsrechter: Jeremy Vehar |
| 1 juli, 2009 7:30 PM CDT | Ashe 70' Oduro 90' | Report[dode link] | Caugherty 37' Callahan 62' | Nelson Field Austin, Texas Toeschouwers: 4,826 Scheidsrechter: Jeremy Vehar |

|                          |                                                     |        |                                   |                                                     |
| 1 juli, 2009 7:00 PM PDT | Seattle Sounders FC                                 | 2 – 1  | Portland Timbers                  | PGE Park Portland, Oregon Toeschouwers: 16,382 (SO) |
| 1 juli, 2009 7:00 PM PDT | Ianni 5' Levesque 1' King 26' Nyassi 59' Riley 93+' | Report | Hayes 26' Mandjou 43' McManus 61' | PGE Park Portland, Oregon Toeschouwers: 16,382 (SO) |

## Kwartfinale
|                         |                        |         |                                                           |                                                                                |
| 7 juli 2009 7:00 PM EDT | Wilmington Hammerheads | 1 – 2   | Rochester Rhinos                                          | Marina Auto Stadium Rochester Toeschouwers: 3,598 Scheidsrechter: Niko Bratsis |
| 7 juli 2009 7:00 PM EDT | Walters 43' Watson 72' | Verslag | Short 41' Atieno 54' Menyongar 62' Gregor 67' (pen.), 69' | Marina Auto Stadium Rochester Toeschouwers: 3,598 Scheidsrechter: Niko Bratsis |

|                         |                           |         |                                              |                                                                          |
| 7 juli 2009 7:30 PM EDT | Harrisburg City Islanders | 1 – 2   | D.C. United                                  | Maryland SoccerPlex Boyds Toeschouwers: 2,137 Scheidsrechter: Lee Suckle |
| 7 juli 2009 7:30 PM EDT | Oduor 49' Paterson 64'    | Verslag | Khumalo 8' Jacobson 18' N'Silu 83' Gómez 86' | Maryland SoccerPlex Boyds Toeschouwers: 2,137 Scheidsrechter: Lee Suckle |

|                           |                                                    |         |                                      |                                                                             |
| 7 juli 2009 7:30 p.m. EDT | Houston Dynamo                                     | 4 – 0   | Charleston Battery                   | Blackbaud Stadium Charleston Toeschouwers: 2,473 Scheidsrechter: Tony Russo |
| 7 juli 2009 7:30 p.m. EDT | Cameron 16', 73' Boswell 47' Oduro 52' Ustruck 53' | Verslag | Buete 1' Treschuk 80' Yoshitake 90+' | Blackbaud Stadium Charleston Toeschouwers: 2,473 Scheidsrechter: Tony Russo |

|                         |                     |        |                                |                                                                                     |
| 7 juli 2009 7:00 PM PDT | Kansas City Wizards | 0 – 1  | Seattle Sounders FC            | Starfire Sports Complex Tukwila Toeschouwers: 4,352 Scheidsrechter: Abiodun Okulaja |
| 7 juli 2009 7:00 PM PDT | Hirsig 76', 93+'    | Report | Montero 79' Le Toux 89' (pen.) | Starfire Sports Complex Tukwila Toeschouwers: 4,352 Scheidsrechter: Abiodun Okulaja |

## Halve finale
|                          |                                 |       |                                                     |                                                                               |
| 21 juli 2009 7:00 PM EDT | Rochester Rhinos                | 1 – 2 | D.C. United                                         | Maryland SoccerPlex Boyds Toeschouwers: 2,457 Scheidsrechter: Abiodun Okulaja |
| 21 juli 2009 7:00 PM EDT | Gregor 18' Atieno 68' Bertz 88' |       | Jacobson 39' Moreno 41' (pen.) John 42' Khumalo 83' | Maryland SoccerPlex Boyds Toeschouwers: 2,457 Scheidsrechter: Abiodun Okulaja |

|                          |                                                                      |                |                                                       |                                                     |
| 21 juli 2009 7:00 PM PDT | Houston Dynamo                                                       | 1 – 2 (a.e.t.) | Seattle Sounders FC                                   | Starfire Sports Complex Tukwila Toeschouwers: 4,895 |
| 21 juli 2009 7:00 PM PDT | James 30' Boswell 30' Akinbiyi 32' Davis 42' Mullan 70' Chabala 91+' |                | Jaqua 62' 89' Hurtado 67', 110' Marshall 80' King 94' | Starfire Sports Complex Tukwila Toeschouwers: 4,895 |

## Finale
|                              |                                                             |           |                     |                                                                                   |
| 2 september 2009 7:30 PM EDT | Seattle Sounders FC                                         | 2 - 1     | D.C. United         | RFK Stadium Washington, D.C. Toeschouwers: 17.329 Scheidsrechter: Alex Prus (USA) |
| 2 september 2009 7:30 PM EDT | Ianni 25' González 49' Montero 67' Vagenas 79' Levesque 86' | (Verslag) | Wicks 69' Simms 89' | RFK Stadium Washington, D.C. Toeschouwers: 17.329 Scheidsrechter: Alex Prus (USA) |